# Onychogomphus costae
Onychogomphus costae är en trollsländeart som beskrevs av Selys 1885. Onychogomphus costae ingår i släktet Onychogomphus och familjen flodtrollsländor. IUCN kategoriserar arten globalt som nära hotad. Inga underarter finns listade i Catalogue of Life.